# Первомайський (Стерлібашевський район)
Первома́йський (рос. Первомайский, башк. Первомайский) — село у складі Стерлібашевського району Башкортостану, Росія. Входить до складу Стерлібашевської сільської ради.
Населення — 716 осіб (2010; 790 в 2002).
Національний склад:
- башкири — 44%
- татари — 33%